# 멜라노필라속
멜라노필라속(Melanophylla)은 토리첼리아과에 속하는 속씨식물 속의 하나이다. 마다가스카르가 원산지이며, 7종의 작은 나무와 관목으로 이루어져 있다.
APG II 분류 체계는 이 속을 멜라노필라과(Melanophyllaceae)의 유일속으로 분류했지만, "이 과의 일부는 단계통이며, 잘 지지되는 자매군 관계가 입증되면 통합될 가능성이 있다."라는 단서 조항을 달았다. 2004년 아랄리디움속(Aralidium)과 멜라노필라속(Melanophylla) 그리고 토리첼리아속(Torricellia) 사이의 관계가 밝혀져, 아랄리디움속과 멜라노필라속이 토리첼리아과 분류로 옮겨졌다.

## 하위 종
- Melanophylla alnifolia Baker
- Melanophylla angustior McPherson & Rabenantoandro
- Melanophylla aucubifolia Baker
- Melanophylla crenata Baker
- Melanophylla madagascariensis Keraudren
- Melanophylla modestei G.E. Schatz, Lowry & A.-E. Wolf
- Melanophylla perrieri Keraudren